# Slender Man

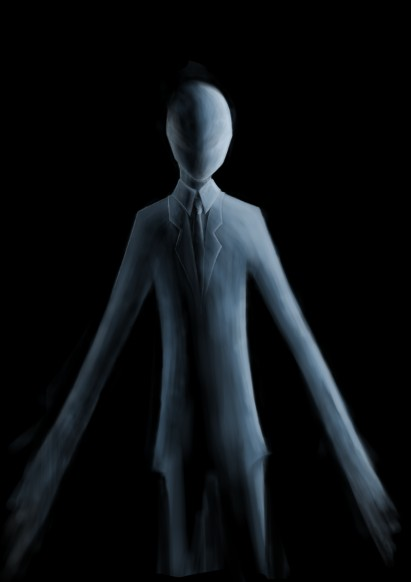
Slender Man

Der Slender Man (dt. Schlanker Mann), auch Slenderman geschrieben und manchmal kurz Slender genannt, ist ein fiktives Wesen der Internetkultur, ähnlich dem „Kunekune“ und „Hanako, dem Klogeist“. Er wurde 2009 für einen Internet-Fotowettbewerb erfunden und trat anschließend als Meme in Fotos, Videos, Liedern, mehreren Computerspielen und in dem gleichnamigen Kinofilm Slender Man (2018) auf.

## Beschreibung

### Aussehen
Der Slender Man wird als hochgewachsene, auffallend dünne, humanoide Figur beschrieben. Er trägt in der Regel einen schwarzen Anzug, ein weißes Hemd und eine schwarze (seltener rote) Krawatte, dazu schwarze (seltener weiße) Handschuhe und schwarzes Schuhwerk. Der Kopf ist völlig weiß und in den meisten Darstellungen ohne jegliche Gesichtszüge. In anderen Darstellungen wiederum sind leichte Erhebungen im Bereich der Nase und Vertiefungen im Bereich der Augenhöhlen zu sehen, was den Eindruck von schwachen Gesichtszügen hervorruft. In vielen Animationen (besonders in Videospielen) kann der Slenderman seine Gliedmaßen unnatürlich lang strecken, in einigen neueren Spieleversionen wachsen ihm Tentakel aus dem Rücken, die ebenfalls äußerst dehnbar sind.

### Verhalten
Dem Internetmythos zufolge hält sich der Slenderman bevorzugt nachts in dunklen Wäldern oder waldreichen Parks auf. Er agiert lautlos, bewegt seinen Körper und seine Gliedmaßen nicht – dafür besitzt er jedoch die Fähigkeit, sprunghaft zu teleportieren. Er stellt seinen Opfern eine Weile nach, zermürbt sie dadurch und hetzt sie anschließend zu Tode oder fängt sie ein und tötet sie dann. In einigen, ergänzten Varianten des Mythos werden die Opfer an Bäumen aufgespießt und ausgeweidet vorgefunden, oder sie verschwinden spurlos.

## Hintergrund

### Geschichte
Am 10. Juni 2009 veröffentlichte Eric Knudsen unter dem Pseudonym Victor Surge zwei modifizierte Bilder im Forum der amerikanischen Website Something Awful für einen Wettbewerb, in dem es darum ging, paranormale Figuren oder Geschehnisse in Bilder einzuarbeiten. Knudsen nannte das Wesen anfangs schlicht The Slender Man (dt. „Der schlanke Mann“). Die beiden Fotos, die Kinder und eine schattenhafte, dünne Gestalt im Hintergrund zeigen, bildeten den Anfang eines Internet-Phänomens, zu dem zahlreiche anonyme Benutzer eigene Fotos, Geschichten und Videos beisteuerten. Vor allem die Videoserie Marble Hornets, die vorgeblich echte Aufnahmen mit dem Slenderman nach Art von Blair Witch Project zeigt, erreichte auf YouTube bereits über 500.000 Abonnenten.
Eric Knudsen gab an, seine Schöpfung solle Angst und Terror ohne logisch fassbares Motiv verbreiten. Neben der bekannten Horrorliteratur und -spielen hätten ihn einige auf Something Awful veröffentlichte Kurzgeschichten beeinflusst, außerdem Stephen Kings Kurzgeschichte Der Nebel, Berichte über Geister, den Mothman und den Mad Gasser of Mattoon.

### Fiktiver Ursprung
Die erste Sichtung des Slenderman sei bereits 1986 in Stirling in Schottland erfolgt, eine Woche, bevor die Stirling-Bibliothek abbrannte. Polizisten hätten nach dem Brand, dessen Ursache ungeklärt blieb, zwei Bilder beschlagnahmt, auf denen der Slenderman zu sehen sei. Allerdings soll es angeblich bereits Bilder aus der Zeit der Industrialisierung im 19. Jahrhundert geben, auf denen Arbeiter vor einer Fabrik und der Slenderman im Hintergrund zu sehen seien.

### Popularität
Bereits 2006 veröffentlichte Ben Croshaw unter dem Titel „Trilby's Notes“ ein kostenloses Adventure-Spiel, in dem eine als „The Tall Man“ bezeichnete Figur vorkommt, die dem Slenderman verblüffend ähnlich sieht. Anstelle der roten Krawatte trägt er eine Blutspur unter dem weißen Gesicht. Des Weiteren einen langen anzugartigen Mantel. Das Spiel wurde in Adventure Kreisen international sehr positiv aufgenommen.
Einer breiteren Öffentlichkeit wurde der Slenderman durch das im Juni 2012 veröffentlichte, kostenlose Survival-Horror-Spiel Slender – The Eight Pages bekannt. In diesem Spiel geht es darum, nur mit Hilfe einer Taschenlampe, deren Batterien nach einiger Zeit leer werden, in einem dunklen Waldstück acht Papierseiten einzusammeln und dabei dem Slenderman auszuweichen. 2013 wurde der kostenpflichtige Nachfolger mit dem Titel Slender: The Arrival veröffentlicht, wodurch der Slenderman zusätzliche Bekanntheit erlangte. Das Spiel zog zahlreiche kostenlose und kostenpflichtige Ableger nach sich.
Die bekanntesten darunter sind die Slenderman’s-Shadow-Spiele (Sanatorium, Hospice, Elementary, Mansion, Claustrophobia, 7th Street, Prison, Carnival und Christmas Special) sowie das iOS-exklusive Slender Rising, das speziell für Touchscreens designt wurde.
Der Slenderman tritt immer häufiger in Internetvideos über entsprechende Spiele wie Slender – The Eight Pages, Slender – The Arrival und Slender Mansion auf. Besonders auf dem Videoportal YouTube verbreiten sich Clips, in denen Spieler Aufnahmen von Spielesessions einstellen. Daneben werden auch Videoaufnahmen von Privatpersonen populär, die – als Slenderman verkleidet – ahnungslosen Passanten auf der Straße (oder in Parks) Streiche spielen. Ebenfalls beliebt sind sogenannte Slideshows, in denen der Reihe nach vermeintlich echte Fotos, aber auch Fanarts, präsentiert werden. Der Slenderman ist teilweise sogar Namensgeber entsprechender Videokanäle, wie zum Beispiel SlendyTube. Daneben gibt es auch eine Reihe von Fanseiten, die im Internet entstanden sind. Der Sänger Gabriel Cyphre spinnt den Mythos in seinem Song The Slender Man Song weiter, indem er behauptet, Slenderman hätte seinen Sohn und sein Gesicht in einem Feuer verloren und er sei im Wald nun auf der Suche nach seinem Sohn.
Im September 2018 bekam dieser Charakter seinen ersten eigenen Kinofilm, unter der Regie von Sylvain White.

### Parodien
Das Indie-Open-World-Spiel Minecraft enthält eine Parodie auf den Slenderman, den Enderman, der 2,5 „Blöcke“ hoch ist (1 Block kann mit einem Meter verglichen werden). Dieser ist wie der Slenderman sehr dünn und kann sich teleportieren, hat aber anders als der Slenderman keinen Anzug, völlig schwarze Haut und zumindest zwei violette Augen. Von der Serie Supernatural gibt es eine Folge namens Thin Man, in der die Protagonisten einen stark an Slenderman angelehnten Serienmörder jagen, dessen Ursprung und Mythos ebenfalls aus dem Internet stammen. Ebenfalls als Parodie (beziehungsweise als Easter Egg) gedacht sind zwei spezielle Spielemodi von Slender – The Eight Pages, bei denen der Spieler bei Tageslicht (statt bei Nacht) durch einen Park läuft (sogenannter Daylight Modus) und eine geschnittene Version des Liedes Gimme 20 Dollars des Rappers Ron Browz ertönt, sobald der Slenderman erscheint (sogenannter 20$ Modus). Das satirische Videospiel „Schlenderman“ ist eine Parodie auf den Spieleteil Slender – The Eight Pages. Anstelle von Slenderman wird der Spieler hier vom österreichischen Bundeskanzler Sebastian Kurz zu Zeiten eines Lockdowns durch die leeren Straßen Wiens gejagt.

## Kritik, Tötungsversuch und gewalttätige Attacken
Ähnlich wie andere fiktive Figuren (unter anderem der maskierte Ghostface aus dem Horrorfilm Scream) gerät auch die Figur des Slenderman regelmäßig in die Kritik – insbesondere von US-amerikanischen Eltern. Diese sehen in vielen fiktiven Figuren eine bedenkliche bis bedrohliche Beeinflussung junger Heranwachsender. Im Juni 2014 heizte ein Fall aus dem US-Bundesstaat Ohio die öffentliche Debatte um fiktive Figuren an, nachdem ein 13-jähriges Mädchen mit einem Küchenmesser auf die heimkehrende Mutter eingestochen hatte. Örtlichen Behörden und Anwohnern zufolge war das Mädchen von der Figur des Slender Man regelrecht besessen gewesen. Während der Attacke soll es eine weiße Maske in Slenderman-Manier getragen haben. Slenderman-Erfinder Eric Knudsen drückte öffentlich sein Bedauern aus, wies jedoch darauf hin, dass die Figur des Slender Man weder Heranwachsende dazu bewusst anleitet, Menschen zu verletzen oder zu töten, noch selbst jemals sichtbare Gewalt ausübt.
Im US-Bundesstaat Wisconsin versuchten Ende Mai 2014 zwei Mädchen, eine gleichaltrige Mitschülerin durch 19 Messerstiche zu töten, um Slender Man zu gefallen. Den beiden 12-jährigen Täterinnen drohten bei Verurteilung nach Jugendstrafrecht bis zu 5 Jahre oder nach Erwachsenenstrafrecht bis zu 65 Jahre Haft. Eines der Mädchen wurde am 22. Dezember 2017 von einem Gericht in Waukesha dazu verurteilt, 25 Jahre in einer geschlossenen psychiatrischen Anstalt zu verbringen. Das andere Mädchen wurde zu 40 Jahren Aufenthalt in einer geschlossenen psychiatrischen Anstalt verurteilt.